# Tove Mohr
Tove Kathrine Mohr (de soltera Møller) (3 de marzo de 1891 - 26 de agosto de 1981) fue una médica noruega, de postura socialista y defensora de los derechos de las mujeres.

## Biografía
Nació en Thorsø, Østfold, Noruega. Fue la mayor de los tres hijos que tuvieron Katti Anker Møller y Kai Møller. Su padre fue diputado del Storting y su madre fue una de las pioneras de los derechos de las mujeres. Fue criada en su residencia familiar, la Mansión Thorsø (Thorsø herregård) en Torsnes. Asistió a la Ragna Nielsens pikeskole en Kristiania (actual Oslo). Comenzó a estudiar medicina en 1910, y se graduó en la Hospital de la Universidad de Oslo, en 1917.
En 1914, contrajo matrimonio con el profesor Otto Lous Mohr, con quien tuvo tres hijos, entre ellos al político Tove Pihl.
En 1922, inició su práctica privada. Entre 1928 y 1931, fue profesora de fisiología y atención a la salud, en la Escuela Estatal de Educación en Stabekk. Además de su trabajo profesional como médica, también estuvo involucrada en la política. Ocupó numerosos cargos públicos, incluyendo ser miembro de numerosas comisiones gubernamentales para la elaboración y revisión de proyectos de ley.
También escribió una biografía sobre su madre: Katti Anker Møller: en banebryter.

## Otras fuentes
- Mohr, Tove (1976) Katti Anker Møller: en banebryter (Tiden Norsk Forlag)
- Grande, Extraño  (1961) Kai Møller; Herren til Thorsø (Oslo: Gyldendal)

- Datos: Q4973346
- Multimedia: Tove Mohr / Q4973346